# Stadio Stelios Kyriakides
Lo stadio Stelios Kyriakides (in greco: Στάδιο Στέλιος Κυριακίδης), precedentemente noto come stadio Pafiako, è uno stadio polifunzionale della città di Pafo, a Cipro.
Usato prevalentemente per il calcio, è lo stadio di casa delle squadra del Pafos FC, società nata nel 2014 a seguito della fusione tra l'AEP Paphos e l'Athlitikos Enosis Kouklion; in passato ha ospitato gli incontri del APOP Kinyras Peyias.
Lo stadio ha una capacità di circa 9 394 posti ed è omologato per la Divisione A.
L'impianto è anche lo stadio della nazionale cipriota di rugby.
Il 25 maggio 2017 la struttura è stata intitolata a Stelios Kyriakides, vincitore della Maratona di Boston del 1946 e nativo di un paesino del distretto di Pafo.